# Axelle Kabou
Axelle Kabou (* 1955 in Douala, Kamerun) ist eine in Frankreich lebende Journalistin, Autorin mit dem Schwerpunkt Entwicklungshilfe. Sie hat Wirtschaft und Kommunikationswissenschaft studiert und längere Zeit als entwicklungspolitische Beraterin gearbeitet. 
Bekannt – und kontrovers diskutiert – wurde ihre 1991 unter dem Titel Et si l’Afrique refusait le développement? veröffentlichte Streitschrift und scharfe Kritik an einer von ihr konstatierten Unwilligkeit und Unfähigkeit der Afrikaner und ihrer Eliten, den afrikanischen Kontinent aus eigener Kraft weiterzuentwickeln, ohne Hilfe von außen in Anspruch zu nehmen. Heute gibt es eine Reihe afrikanischer Intellektueller wie Roger Tagri, George Ayittey, Andrew Mwenda, James Shikwati oder Chika Onyeani, die Axelle Kabous Befund zustimmen. Parallelen finden sich auch zu der deutschen Entwicklungspolitikerin Brigitte Erler (SPD).
An der klassischen Entwicklungshilfe kritisiert Kabou die Naivität wie auch die Rolle als Erfüllungsgehilfin der lokalen Mächtigen. Die Täter seien immer die anderen, die Opfer immer die Afrikaner, ein Ritual des Beschönigens und Beschuldigens verbinde schwarze Eliten und weiße Helfer.